# Xileno
El xileno, xilol o dimetilbenceno, C6H4(CH3)2 es un derivado dimetilado del benceno. Según la posición relativa de los grupos metilo en el anillo bencénico, se diferencia entre orto-, meta-, o para- xileno (o con sus nombres sistemáticos 1 2 3 4 5 6 1,2-; 1,3-; y 1,4-dimetilbenceno). Se trata de líquidos incoloros e inflamables con un característico olor parecido al tolueno.

## Procedencia
Los xilenos se encuentran en los gases de coque, en los gases obtenidos en la destilación seca de la madera (de allí su nombre: xilon significa madera en griego) y en algunos petróleos. Tienen muy buen comportamiento a la hora de su combustión en un motor de gasolina y por esto se intenta aumentar su contenido en procesos de reformado catalítico.

## Aplicaciones
Los xilenos son buenos disolventes y se usan como tales. Además forman parte de muchas formulaciones de combustibles de gasolina donde destacan por su elevado índice octano.
En química orgánica son importantes productos de partida en la obtención de los ácidos ftálicos que se sintetizan por oxidación catalítica.
Un inconveniente es la dificultad de separación de los isómeros que tienen puntos de ebullición casi idénticos (o-xileno: 144 °C; m-xileno: 139 °C; p-xileno: 138 °C).
En histología se emplea en los pasos iniciales como solvente de la parafina en los cortes (desparafinización) y en los últimos pasos de preparado de muestras (tinción y montaje) como líquido intermediario o "aclarante", esto debido a que las proteínas fijadas y deshidratadas tienen igual índice de refracción que el xileno, por ello las muestras aparecen transparentes o "aclaradas". También permite el uso de medios de montaje hidrófobos (resinas sintéticas) para la preservación de la muestra teñida.
Por su capacidad para disolver el poliestireno es el componente básico, o incluso el único, de los pegamentos utilizados en plastimodelismo.
El xilol se encuentra en los marcadores de tinta permanente.
Se emplea principalmente como removedor de manchas de grasa o aceite, así como para la limpieza de los instrumentos de pinta (brochas, pistolas, rodillos, etc.) cuando se emplean pinturas de tipo esmalte graso o sintético (llamadas «pinturas de aceite») que no son solubles en agua.

## Toxicología
Los xilenos son nocivos. Sus vapores pueden provocar dolor de cabeza, náuseas y malestar general. Al igual que el benceno, es un agente narcótico. Las exposiciones prolongadas a este producto puede ocasionar alteraciones en el sistema nervioso central y en los órganos hematopoyéticos.

## Tres xilenos isómeros
Aquellos hidrocarburos que resultan de sustituir dos átomos de hidrógeno de la bencina por otros tantos moléculas del radical metilo, pertenecientes a la segunda serie de los isómeros de la bencina, como todos los derivados de sustitución de esta pueden existir bajo las modificaciones isoméricas orto-, meta- y para-:
- La diferenciación de los tres xilenos isomeros se dio en 1867 con los trabajos de Rudolph Fittig, ya que anteriormente se conocía una mezcla compleja de los tres, mezcla que fue descubierta por Auguste Cahours en 1850 en el aceite que se separa al añadir agua al espíritu (alcohol) de madera bruto
- Posteriormente se encontró:
  - En el aceite mineral de Burwah, por Warren de la Rue y Müller
  - En el de Schende, por Bussarius y Eiseunstuck
  - En las partes volátiles de la brea de haya, por Welckel
  - En los gases procedentes de la combustión de la madera
  - En la brea de hulla, por Clurch y Ritthausen
  - En los productos procedentes de la destilación del aceite de Mehaden procedente del pez Alosa Menaden
  - En los cuerpos que resultan de descomponer el alcanfor por el cloruro de zinc
  - Haciendo pasar a través de un tubo calentado al rojo los vapores de cumeno de la brea que hierve entre 160 y 165º
  - Friedel y Craft lo lograron obtener sintéticamente la mezcla de que se trata
- El ortoxileno fue obtenido por primera vez por Bieber y Fittig
- El isoxileno fue descubierto por Fittig y Velguth
- El paraxileno fue descubierto por Glinzer y Fittig